# Oberstaufen Cup 2001
L'Oberstaufen Cup 2001 è stato un torneo di tennis facente parte della categoria ATP Challenger Series nell'ambito dell'ATP Challenger Series 2001. Il torneo si è giocato a Oberstaufen in Germania dal 9 al 15 luglio 2001 su campi in terra rossa.

## Vincitori

### Singolare
Oliver Gross ha battuto in finale  Oliver Marach con il punteggio di 6–0, 6–1

### Doppio
Karol Beck /  Branislav Sekáč hanno battuto in finale  Thomas Strengberger /  Clemens Trimmel con il punteggio di 2–6, 6–1, 6–0